# Carea rubrifusa
Carea rubrifusa är en fjärilsart som beskrevs av George Francis Hampson 1905. Carea rubrifusa ingår i släktet Carea och familjen trågspinnare. Inga underarter finns listade i Catalogue of Life.